# Atractus obesus
Atractus obesus — вид змій родини полозових (Colubridae). Ендемік Колумбії.

## Поширення і екологія
Atractus obesus мешкають на східних схилах Західного хребта Колумбійських Анд. Вони живуть в сухих тропічних лісах, на висоті від 1300 до 2700 м над рівнем моря.